# Едмунд Ленглійський
Е́дмунд Ленглі́йський (англ. Edmund of Langley; 5 червня 1341 — 1 серпня 1402) — англійський принц, пер, полководець. Перший герцог Йоркський (1385—1402), граф Кембриджський (1362—1402). Стражник п'яти портів (1376—1381, 1396—1398), суддя Честерський (1385—1387). Учасник Столітньої війни. Представник дому Плантагенетів, засновник Йоркського дому. Народився у королівському Ленглійському палаці, Англія. Четвертий син англійського короля Едуарда III й генегауської графині Філіппи. Супроводжував батька у неуспішному поході до Франції (1359). Був висвячений у лицарі, став кавалером Ордену підв'язки (1361), отримав від батька Кембриджське графство (1362). Згодом воював у Франції разом із Джоном Гастінгсом, принцом Едуардом та іншими англійськими полководцями (1369—1375). За договором із Португалією брав участь у третій португальсько-кастильській війні на боці короля Фернанду I (1381—1382). Нагороджений Йоркським герцогством (1385). Виконував обов'язки регента королівства під час походів свого небожа, англійського короля Річарда II до Ірландії (1394—1395, 1399), а також його візиту до Франції (1396). Деякий час головував у Парламенті (1395). Під час висадки військ принца Генрі Болінброцького у Брідлінгтоні зібрав армію, щоб розбити його (1399), але врешті перейшов на бік претендента. Воював проти Річарда ІІ, допоміг принцу стати новим англійським королем Генрі IV. Наприкінці життя очолив Західну марку в Північній Англії (1399). Одружувався двічі: з кастильською інфантою Ізабелою (1372—1392) і кентською графинею Джоан Голланд (з 1393). Мав дітей лише від першого шлюбу — йоркського герцога Едмунда, Констансу, кембриджського графа Річарда. Помер у Ленглі, Англія. Похований у місцевому монастирі.

## Імена
- Е́дмунд Ленглі́йський (англ. Edmund of Langley) — за місцем народження.
- Е́дмунд Йо́ркський (англ. Edmund of York) — за герцогським титулом.
- Е́дмунд Ке́мбриджський (англ. Edmund of Cambridge) — за графським титулом.

## Біографія
1381 року Едмунд Ленглійський брав участь у третій португальсько-кастильській війні на боці португальського короля Фернанду I. Португальці зазнали поразки й підписали 10 серпня 1382 року сепаратний Елваський мир. 1 вересня того ж року кембриджський граф отримав назад свої кораблі й відплив з Лісабону до Англії. Перед цим він відіграв позитивну роль у звільненні з-під арешту авіського магістра Жуана (майбутнього португальського короля Жуана І), що згодом посприяло відновленню португальсько-англійського союзу.